# Robert Henry MacFarlane
Sir Robert Henry MacFarlane (Calcutta, 19 aprile 1771 – 6 giugno 1843) è stato un generale britannico, attivo durante le guerre rivoluzionare francesi e le guerre napoleoniche..

## Biografia

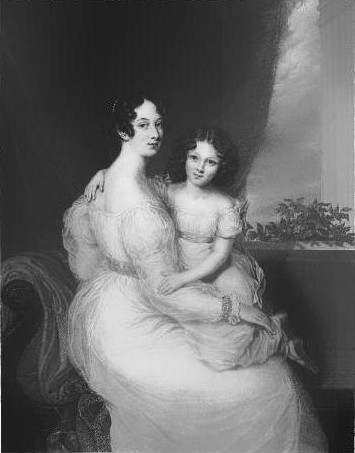
Lady Maria Gertrude MacFarlane, incisione da un dipinto di Derby.

Nacque a Calcutta, figlio del capitano Robert MacFarlane, 9° baronetto di Gartatan. Il padre, originario della Scozia, era un capitano dell'esercito britannico che prestò per numerosissimi anni servizio in India. Seguendo le orme paterne, si arruolò nell'esercito britannico il 26 maggio 1789. Lo sviluppo della sua carriera fu piuttosto rapido: fu promosso tenente il 22 maggio 1793, capitano il 25 settembre 1793, maggiore il 12 novembre 1794, tenente colonnello il 19 settembre 1794, colonnello il 1 gennaio 1800.
Distintosi per coraggio e disciplina, MacFarlane accompagnò la spedizione a Copenaghen nel 1807, ricevendo una promozione  a maggior generale il 25 aprile 1808. Qualche anno più tardi, accompagnò il generale William Bentinck durante il periodo di occupazione inglese della Sicilia, agendo da secondo in comando. Nel 1812 fu incaricato da Bentinck di marciare verso Castelvetrano e prelevare la regina Maria Carolina, in modo da costringerla a lasciare la corte di Palermo, e mesi più tardi sedò con la forza una rivolta nelle carceri siciliane. Promosso tenente generale il 4 giugno 1813, nei mesi successivi preparò e partecipò alla sua spedizione navale organizzata da Bentinck verso la Toscana e verso la Liguria, contribuendo anche alla cattura delle isole di Ischia e Procida. In seguito, per circa due anni, comandò le truppe inglesi stanziate a Marsiglia, prima del loro ritiro nel 1816.
Il 10 febbraio 1815, dopo essere tornato a Palermo, MacFarlane sposò Maria Gertrude, figlia maggiore di Henry Vankemper, un capitano della marina olandese e console dei Paesi Bassi a Tripoli. Da questo matrimonio ebbe tre figli: Robert, Henry e Minette. Entrambi i suoi figli entrarono nell'esercito, non riuscendo ad ottenere gli stessi successi del padre: Robert morì relativamente giovane mentre Henry, dopo un forte colpo di calore, perse la propria lucidità mentale e passò quasi tutta la vita in un manicomio privato.
Nel 1823 fu nominato colonnello dell'89° reggimento di fanteria. Fu promosso a generale il 22 luglio 1830. Nel 1837 si trasferì al 32° reggimento di fanteria di Cornovaglia, posizione che mantenne fino alla sua morte. La data della sua morte è relativamente incerta: alcune fonti indicano che sia avvenuta a Palermo il 12 febbraio 1841, altre a Londra il giugno 1843.